# سپاه کشورهای مشترک‌المنافع
سپاه کشورهای مشترک‌المنافع (انگلیسی: Commonwealth Corps)، نامی بود که به یک تشکیلات پیشنهادی اتحادیه مشترک‌المنافع نیروی زمینی داده شد که قرار بود در سال‌های ۱۹۴۵ و ۱۹۴۶ در عملیات سقوط شرکت کند. تحت این پیشنهاد، سپاه متشکل از نیروهای نیروی زمینی استرالیا، نیروی زمینی بریتانیا، نیروی زمینی کانادا و نیروی زمینی نیوزیلند بود.

## پیشنهاد
برنامه‌ریزی توسط ژنرال ارتش داگلاس مک‌آرتور به عنوان [فرمانده عالی متفقین]] نیروی متفقین، برای عملیات سقوط - همان‌طور که فرود اولیه در کیوشو در اواخر سال ۱۹۴۵ شناخته می‌شد – حول محور نیروهای زمینی متشکل از واحدهای ارتش و تفنگداران دریایی ایالات متحده بود. با این حال، استرالیا Advisory War Council به مک آرتور پیشنهاد کرد که مشارکت قابل توجه نیروی زمینی استرالیا واحدها در جنگ اقیانوس آرام در طول سه سال گذشته به این معنی است که آنها باید در فرود بر روی کیوشو مشارکت داشته باشند. با این وجود، دولت استرالیا پیوستن واحدهای کوچکتر به تشکیلات ایالات متحده را در نظر داشت. ناوهای هواپیمابر و ناوهای جنگی یک ناوگان مشترک المنافع، معروف به ناوگان بریتانیایی اقیانوس آرام، قرار بود همراه با رزمناوها و ناوشکن‌های استرالیایی (۴۹) در المپیک شرکت کنند.
علاوه بر این، یک نیروی بمب افکن سنگین مشترک المنافع با ۱۰ اسکادران متشکل از دو گروه (یک نیروی هوایی سلطنتی کانادا و یک نیروی هوایی سلطنتی-نیروی هوایی سلطنتی استرالیا-نیروی هوایی سلطنتی بریتانیای استرالیا-نیروی هوایی سلطنتی سلطنتی استرالیا-نیروی هوایی سلطنتی ایالات متحده، تحت نام رمز [نیروی هوایی سلطنتی نیوزیلند]) در اروپا و نام [نیروی هوایی سلطنتی نیوزیلند]، تحت نام رمز نیروی هوایی سلطنتی کانادا بود. (هوایی)| نیروی ببر]]». اسکادران ۱۲ تایی نیروی هوایی تاکتیکی اول استرالیا ممکن است از جنوب غربی اقیانوس آرام منتقل شده باشد، همان‌طور که ممکن است بمب افکن‌های سنگین گروه شماره ۱۱ نیروی هوایی سلطنتی استرالیا.
در اواسط سال ۱۹۴۵، رهبران بریتانیا پیشنهاد کردند که مشترک المنافع سپاه متشکل از پنج [لشکر]] در راج بریتانیا جمع شود، و آنها را به کمپین در عملیات سقوط معرفی کنند – فرود آمدن در هونشو، نزدیک خلیج توکیو، در طول ۶ مارس در زمان کنفرانس پوتسدام، با این حال، مک آرتور اصرار داشت که تنها سه لشکر باید بخشی از سپاه مشترک المنافع باشند، به عنوان بخشی از تشکیلات سطح ارتش میدانی ایالات متحده. مک آرتور همچنین پیشنهاد کرد که: سپاه باید به جای شرکت در فرود اولیه، در ذخیره نگه داشته شود. به دلیل «پیچیدگی‌های زبانی و اداری» نباید شامل واحدهای ارتش هند بریتانیا باشد. به منظور منطقی‌سازی مدیریت زنجیره تأمین نظامی، لشکرهای کشورهای مشترک‌المنافع باید مجدداً سازماندهی شوند تا شبیه لشکرهای آمریکایی شوند، و همچنین آموزش ببینند و به سلاح‌ها، وسایل نقلیه و سایر تجهیزات کلیدی آمریکایی مجهز شوند. علاوه بر مسائل مربوط به اعتبار ملی آمریکا، که بدون شک اهمیت زیادی داشت، در پشت این شرایط، تمایلی به ساده‌سازی خطوط ارتباطی و ترتیبات پشتیبانی لجستیکی نیروی مهاجم وجود داشت. در واقع، پس از استقرار در ژاپن، مک‌آرتور قصد داشت خطوط ارتباطی استراتژیک خود را مستقیماً به آمریکا تغییر دهد.
در ۸ آگوست، رئیس ستاد کل بریتانیا (CIGS)، فیلد مارشال آلن اغلب بروک، پیشنهاد داد که این سپاه شامل یک لشکر استرالیایی، یک لشکر بریتانیایی و یک لشکر کانادایی و همچنین دو لشکر نیوزیلندی باشد. قرار بود این سپاه در ایالات متحده تشکیل شود و قبل از اعزام به مدت شش ماه در آنجا آموزش ببیند و همچنین مانند یک سپاه آمریکایی سازماندهی شده و از تجهیزات آمریکایی استفاده کند. به‌طور کلی تصور می‌شود که این سپاه شامل لشکر از پیش تأسیس شده لشکر ۳ پیاده (بریتانیا)، و دو لشکر استرالیایی و کانادایی که برای هدف تهاجم مجدداً تشکیل شده بودند، می‌شد: لشکر دهم پیاده‌نظام استرالیا، و لشکر ۶ کانادا.
رهبران بریتانیا پیشنهاد می‌کردند که این سپاه توسط سپهبد سر چارلز فردریک کیتلی، یک افسر بریتانیایی، رهبری شود. دولت استرالیا با انتصاب افسری که هیچ تجربه‌ای در جنگ با ژاپنی‌ها نداشت، مخالفت کرد و در عوض سپهبد سر لزلی مرشد را برای فرماندهی پیشنهاد داد. جزئیات استقرار سپاه هنوز در حال بحث بود که جنگ توسط بمباران شامل هیروشیما و ناگاساکی پایان یافت، اگرچه به نظر می‌رسد که نیروهای زمینی کشورهای مشترک‌المنافع در فرودهای اولیه در کیوشو تحت عملیات سقوط استفاده نشده‌اند. در عوض، به احتمال زیاد از آنها در طول فرود در هونشو، نزدیک توکیو، که قرار بود در ۱ مارس ۱۹۴۶ تحت عملیات سقوط آغاز شود، و شامل یک سپاه فرانسوی نیز می‌شد، استفاده می‌شد. صرف نظر از این، برخی منابع اظهار می‌کنند که مک‌آرتور پیشنهاد کاهش بیشتر نیروهای زمینی کشورهای مشترک‌المنافع به یک لشکر ویژه را داده بود. با این حال، با توجه به احتمال تلفات بسیار بالا در هرگونه تهاجمی از این دست، باید محتمل دانست که تعداد بسیار بیشتری از نیروهای کشورهای مشترک‌المنافع پس از فرود نیروها درگیر می‌شدند.

## ترکیب

### کانادایی
نیروی اقیانوس آرام ارتش کانادا بر اساس یک لشکر پیاده‌نظام استاندارد، با نه گردان پیاده‌نظام، سازماندهی شده بود. با این حال، برای کاهش نگرانی‌های لجستیکی، قرار بود تجهیزات نظامی ایالات متحده و همچنین سازماندهی ارتش ایالات متحده اتخاذ شود؛ بنابراین، سه گردان به جای تیپ، در قالب «هنگ» تشکیل شدند و «گروهان‌های توپ» به جای واحدهای ضد تانک تشکیل شدند. گردان‌ها به سبک کانادایی نامگذاری شدند، نه شماره‌گذاری، و این لشکر از لشکر ۱ کانادا الگوبرداری شد.